# Admiraal de Ruyterbrug
De Admiraal de Ruyterbrug (vroeger bekend als de Admiraalsbrug) is een vaste brug over het Stokviswater in de Nederlandse stad Rotterdam. De brug is vernoemd naar admiraal en zeeheld Michiel de Ruyter.

## Geschiedenis

### Voorgeschiedenis
Na het bombardement van Rotterdam op 14 mei 1940 was het oude centrum grotendeels verwoest en moest er een nieuwe binnenstad worden ontworpen voor de wederopbouw van de stad. Al vier dagen na het bombardement kreeg Willem Gerrit Witteveen de opdracht om deze nieuwe binnenstad te realiseren. Het eerste wederopbouwplan van Witteveen bestond, in tegenstelling tot het latere Basisplan van zijn opvolger en assistent Cornelis van Traa, grotendeels uit herbouw in traditionalistische trant. Deze herbouw moest pandgewijs gebeuren en bestond uit bakstenen gevels, ramen met roedeverdeling, decoratieve elementen en schuine kappen. Hij nodigde tijdens de Tweede Wereldoorlog veel verschillende architecten uit om allerlei panden in de straten te ontwerpen voor een stad die uiteindelijk nooit werd opgeleverd.
Hoewel Witteveen al in 1944 vervangen werd door Van Traa en daardoor de wederopbouwprioriteit van traditionalistische herbouw naar experimentele, functionalistische nieuwbouw was verschoven, werden er in de periode 1941-1953 meerdere gebouwen in de traditionalistische stijl opgeleverd. Een aantal van deze gebouwen zijn de Rotterdamsche Bank aan de Coolsingel, de zogenoemde 'bankburchten' van de Twentsche Bank, Nederlandsche Handelsmaatschappij en Amsterdamsche Bank aan de Blaak, het PTT-kantoor aan de Botersloot en een handjevol woningen aan de Oude Binnenweg. Hetzelfde gold voor de bruggen die in deze periode werden gebouwd. Bruggen als de nabij gelegen Karnemelksbrug, Stokvisbrug, Wezenbrug en Soetenbrug waren een onderdeel van deze traditionalistische wederopbouwplannen, en ook deze brug viel hieronder.

### Creatie van de brug
Het is onduidelijk wanneer de bouw van de Admiraal de Ruyterbrug precies is begonnen of is afgerond. Al op 5 april 1941 vermelde het Rotterdamsch Nieuwsblad dat het toenmalige, nauwe Stokvisverlaat werd verbreed voor een groter kanaal. Hier werd echter geen melding gemaakt van de aanleg van nieuwe bruggen. In het originele concept van het wederopbouwplan dat op 4 december 1941 werd gepresenteerd door Witteveen en het Adviesbureau Stadsplan Rotterdam (ASRO), werd duidelijk dat er wél een doorbraak en brug stonden gepland.  De kans is aannemelijk dat er in dit jaar ook werd begonnen met de bouw van de brug. Artikelen van het Rotterdamsch Nieuwsblad en Het Nationale Dagblad op 5 en 8 december 1942 vermelden de nieuwe namen van de bruggen die onder het Plan-Witteveen tot stand zouden komen en de naam van het nieuwe kanaal (het Stokviswater), maar hier werd geen vermelding gemaakt van de Admiraal de Ruyterbrug. In een tekening van de gemeente Rotterdam die op 11 december van dat jaar werd uitgebracht door het Rotterdamsch Nieuwsblad werd opnieuw geen vermelding gemaakt van de Admiraal de Ruyterbrug. Pas op 29 december 1942 werd in de krant Het volk: dagblad voor de arbeiderspartĳ bekend gemaakt dat er een nieuwe doorbraak zou komen ten noorden van de Goudsesingel en dat die de naam 'Admiraal de Ruijterweg' zou krijgen. In een wederopbouwplan van 1943 bestond er echter nog steeds geen plan voor de bouw van deze brug: enkel de bouw van de nieuwe Karnemelksbrug bij de Goudsesingel was hier opgesteld. In het Algemeen Handelsblad van 4 januari 1943 kwam de naam 'Admiraal de Ruyterweg' voor het eerst voor. Op 20 mei van dat jaar berichte het Rotterdamsch Nieuwsblad dat "de brug bij de monding van het kanaal in de Rotte, dus bij de Linker Rottekade", al zo ver was gevorderd dat de lokale bewoners er al onofficieel gebruik van maakten. Een aantal jaar later was er in 1946 bezwaar gemaakt tegen de ligging van de Admiraal de Ruyterweg (en waarschijnlijk ook de daar bijbehorende brug). Hoewel het Rotterdamse college van burgemeester en wethouders het eens was met het bezwaar, bestond er destijds geen beter alternatief en werd de doorbraak en de brug in stand gehouden. Het duurde vrij lang voordat de brug daadwerkelijk een naam kreeg toegeschreven. Pas op 13 september 1949 gaf het Rotterdamse college van B&W de brug de naam Admiraalsbrug. Verder berichte Het Rotterdamsch Parool en Het Vrije Volk op 3 oktober 1949 dat de brug de naam Admiraalsbrug had gekregen. In 1964 werd op 11 maart bij besluit van het college van B&W besloten om de naam te veranderen naar de Admiraal de Ruyterbrug.
Hoewel de brug voor enkele jaren bekend stond als de Admiraalsbrug, stond de brug in de volksmond bekend als de Admiraal de Ruyterbrug, vernoemd naar de gelijknamige Admiraal de Ruyterweg. Er vonden ook meerdere incidenten plaats rondom de Admiraalsbrug. Op 2 juli 1949 speelde de elfjarige A. Dommelen langs de Rotte tussen de Goudsesingel en Admiraal de Ruyterbrug, toen hij uitgleed en in het water terecht kwam. Na hulpgeroep van zijn broertje en een vriend, snelde een omstander te water nadat hij zijn bovenkleding had uitgetrokken en in het water dook. Hij moest naar de bodem zwemmen om de jongen te redden en werd vervolgens werd het jongetje overgebracht naar het Coolsingelziekenhuis omdat hij veel water had binnengekregen. Echter kon hij later die dag weer naar huis. Een maand later raakte op 19 augustus de achtjarige T. Matthijsen 's middags bij de Admiraal de Ruyterbrug te water, maar werd op tijd gered door een omstander en liep verder geen verwondingen op. Tien jaar later vond een nieuw incident plaats op de oversteekplaats bij de Admiraal de Ruyterbrug toen op 16 oktober 1959 een twaalfjarige verkeersbrigadier werd aangereden door een bromfietser, waardoor ze lichte verwondingen opliep. Op 16 februari 1972 werd in de avond opnieuw gezocht naar de sinds 8 februari vermiste twaalfjarige Anita Pothuis. In de omgeving van de Admiraal de Ruyterbrug zochten duikers in de Rotte naar het meisje, zonder resultaat. In 1980 kwamen de wijkorganen Oude Noorden en Crooswijk in opstand tegen een besluit van de Dienst Sport en Recreatie om tussen de Rottebrug en de Admiraal de Ruyterbrug ligplaatsen voor pleziervaartuigen te maken. Zij wezen het plan van de hand vanwege het ruimtelijke en esthetische oogpunt, en vonden dat de gemeente juist moest beginnen met een plan om de Rotte 'groen' te maken middels de realisatie van een recreatiegebied langs de rivier.

## Vormgeving
De Admiraal de Ruyterbrug is vergelijkbaar met de andere bruggen over het Stokviswater als de Karnemelksbrug en Stokvisbrug wat betreft de vormgeving. De brug is een grote, vaste brug en is gebouwd in de stijl van het traditionalisme. De brug is gemaakt met een combinatie van bakstenen en grijs natuur- of zandsteen, en twee grote hekken van ijzer aan weerszijden die wit zijn geschilderd. Daarnaast bevat de Admiraal de Ruyterbrug twee brede doorvaarten op gelijke hoogte, met als doel het makkelijk maken voor schepen om destijds onder de brug door te varen.